# Michael Uchebo
Michael Okechukwu Uchebo (ur. 2 lutego 1990 w Enugu) – nigeryjski piłkarz występujący na pozycji napastnika w portugalskim klubie Boavista FC oraz w reprezentacji Nigerii. Znalazł się w kadrze na Mistrzostwa Świata 2014.